# Scotinomys xerampelinus
O camundongo-cantor-de-cauda-longa (Scotinomys xerampelinus) é uma espécie de roedor da família Cricetidae.
Pode ser encontrada nos seguintes países: Costa Rica e Panamá.